# Altamira do Paraná
Altamira do Paraná es un municipio brasileño del estado de Paraná. Su población estimada en 2005 era de 6.725 habitantes. Fue creado a través de la Ley Estatal n.º 7.571, del 27 de abril de 1982 e instalado el 1 de febrero de 1983 separándose de Palmital. 